# ドクトリン
ドクトリン（doctrine）とは、政治、外交、軍事などにおける基本原則をいう。元々の意味は「教理」、「教え」。原義は「前提とするもの」。軍事では、戦闘教義（略して単に「教義」）ともいう。「基本方針」、「運用指針」などと表現されることもある。
現在の日本の政治では、公約を使用して基本原則を明らかにすることが多いので、用語「ドクトリン」はほとんど用いられない。防衛省・自衛隊では公式に一部で「ドクトリン」という用語を用いてそれを公表している。

## 政治におけるドクトリンの例

### アメリカ合衆国
アメリカ合衆国の大統領が表明したドクトリン。
- モンロー・ドクトリン
- トルーマン・ドクトリン
- アイゼンハワー・ドクトリン
- ジョンソン・ドクトリン
- ニクソン・ドクトリン
- カーター・ドクトリン
- レーガン・ドクトリン
- ブッシュ・ドクトリン

### 日本
- 吉田ドクトリン
- 福田ドクトリン
- 橋本ドクトリン
- 安倍ドクトリン

### その他
- スティムソン・ドクトリン
- カークパトリック・ドクトリン
- ブレジネフ・ドクトリン
- ハルシュタイン・ドクトリン

## 軍事におけるドクトリンの例
- オールタンク・ドクトリン
- エアランド・バトル
- 電撃戦
- ラムズフェルド・ドクトリン
- 内田ドクトリン
- ゲラシモフ・ドクトリン